# André Bankoff
André Ricardo Bankoff (Americana, 20 de setembro de 1978) é um ator e ex-modelo brasileiro.

## Carreira

### 1993–04: Carreira como futebolista e modelo
Em 1993 ingressou em uma escola de futebol em Roma, na Itália, onde morou por dois anos enquanto sua mãe fazia doutorado no país, sendo descoberto por um olheiro e levado para jogar na categoria de base sub-15 do Associazione Sportiva Roma. Dos 13 aos 14 anos jogou na segunda divisão do time, até ter que voltar ao Brasil com o fim dos estudos da mãe. Em 1995, de volta ao Brasil, passou a jogar na categoria sub-15 da Ponte Preta. Em 1998, aos dezesseis anos, desistiu da carreira de futebolista quando foi convidado por um produtor para realizar um teste para se tornar modelo, no qual foi aprovado e assinou com a Elite Model Management, realizando desfiles e fotografando para editoriais de moda. No mesmo ano se mudou para a Itália para trabalhar desfilando por diversas grifes.
Em 1999 ganhou notoriedade ao desfilar pela São Paulo Fashion Week – na época chamada ainda de MorumbiFashion – ao lado de Gisele Bündchen. Em 2000 participou do filme Xuxa Popstar como um dos modelos da agência da protagonista. Em 2001 começou a fotografar  com seu irmão, Ivan Bankoff, se tornando conhecidos como Irmãos Metralha da Moda. Em 2002 apresentou o programa Moto 'n Roll, no canal por assinatura SporTV. Neste mesmo ano passou a representar a agência L'Equipe, sendo eleito como um dos homens mais bonitos do mundo pelo portal IG.

### 2005–presente: Carreira como ator
Em 2005 decidiu deixar o universo da moda de lado para iniciar uma carreira de ator, estreando na televisão na minissérie Mad Maria, interpretando um alemão que auxiliava na construção da ferrovia. No mesmo ano integrou o elenco da telenovela Bang Bang, interpretando o cowboy Pete. Em 2006 realizou os testes para Bicho do Mato, da RecordTV, no qual foi aprovado para interpretar o protagonista Juba, um rapaz criado em uma fazenda no Pantanal em contato com a natureza e os índios, que se vê obrigado a ir até o Rio de Janeiro investigar o assassinato de seu pai. O personagem impulsionou-o ao primeiro escalão da emissora, sendo o trabalho de maior destaque de sua carreira. Em 2007 esteve em um dos papeis centrais de Amor e Intrigas como Pedro, um rapaz romântico que disputava o coração da protagonista com Felipe. Em 2009 interpretaria o cafajeste Dog em Poder Paralelo, porém o personagem acabou sendo passado para Miguel Thiré e ele realocado para interpretar André na mesma trama, o violento e dissimulado herdeiro da máfia italiana no Brasil, sendo um dos personagens principais da história.
Em 2010 André pretendia renovar seu contrato com a Record, quando foi convidado por Aguinaldo Silva para integrar o elenco de sua próxima telenovela, Fina Estampa, assinando um contrato de dois anos com a Rede Globo naquele mês. O ator, no entanto, acabou não integrando o elenco da novela, sendo realocado para o elenco minoritário de Morde & Assopra, em 2011, onde interpretou o paleontólogo Tiago. Em 2013 esteve em Saramandaia, no qual interpreta o mudancista Pedro. Em 2015 interpretou Pedro em Babilônia. Em 2016 integrou o elenco do seriado Tempero Secreto, do GNT, interpretando o antagonista Nuno, um chefe de cozinha sem escrúpulos para derrubar a concorrência.

## Vida pessoal
Descendente de um avô búlgaro cigano e de uma avó asquenaze ucraniana, ingressou em 2002 na faculdade de jornalismo pela Universidade Metodista de Piracicaba (UNIMEP), a qual não chegou a concluir, deixando-a no quarto semestre. Em 2004 realizou o curso de teatro pela Oficina de Atores da Globo. No final de 2005 começou a namorar a atriz Alinne Moraes, com quem terminou em março de 2006. Em 2009 começou a namorar a modelo Caroline Bittencourt, com quem terminou em 2013. Em 2015 teve um breve romance com a cantora Anitta, quem conheceu durante as gravações do videoclipe "Deixa Ele Sofrer". Em setembro de 2016, assumiu namoro com a apresentadora Maria Eugênia Suconic, de quem ficou noivo em agosto do ano seguinte. O casal terminou a relação em fevereiro de 2018.
Namora desde 2018 com a médica Barbara Neudine.

## Filmografia

### Televisão
| Ano  | Título                                             | Personagem / Cargo             | Notas                                    |
| ---- | -------------------------------------------------- | ------------------------------ | ---------------------------------------- |
| 2002 | Moto 'n Roll                                       | Apresentador                   |                                          |
| 2005 | Mad Maria                                          | Werner                         |                                          |
| 2005 | Bang Bang                                          | Peter Johnson (Pete)           | Episódios: "1–27 de dezembro"            |
| 2006 | Bicho do Mato                                      | Lucas Medeiros Redenção (Juba) |                                          |
| 2007 | Alta Estação                                       | Júlio                          | Episódio: "1 de junho"                   |
| 2007 | Amor e Intrigas                                    | Pedro Camargo de Souza         |                                          |
| 2009 | Poder Paralelo                                     | André Campos                   |                                          |
| 2011 | Morde & Assopra                                    | Tiago Guedes                   |                                          |
| 2012 | Louco por Elas                                     | Rodrigo                        | Episódio: "Léo Faz Giovana Abrir o Jogo" |
| 2013 | Saramandaia                                        | Pedro Vilar                    |                                          |
| 2014 | O Negócio                                          | Léo                            | Episódio: "Topo"                         |
| 2015 | Babilônia                                          | Pedro Carvalho                 |                                          |
| 2016 | Tempero Secreto                                    | Nuno                           |                                          |
| 2016 | Vai que Cola                                       | Breno                          | Episódios: "Junto e Separado"            |
| 2017 | Mister Brau                                        | Vicente                        | Episódio: "18 de abril"                  |
| 2017 | Manual para se Defender de Aliens, Ninjas e Zumbis | Davi                           | Episódio: "Ctrl + Alt + Del"             |
| 2017 | Adotada                                            | Ele mesmo                      | Episódio: "Família Suconic"              |
| 2018 | Rotas do Ódio                                      | Gustavo Zooter / Jason         |                                          |
| 2018 | Terrores Urbanos                                   | Marcos Avelar                  | Episódio: "O Boneco"                     |
| 2018 | Amigo de Aluguel                                   | Gastão Diamante                | Episódio: "O Herdeiro"                   |
| 2019 | Jezabel                                            | Acabe                          | [ 32 ] [ 33 ]                            |
| 2024 | A Rainha da Pérsia                                 | Mordecai                       |                                          |

### Cinema
| Ano  | Título                    | Papel   |
| ---- | ------------------------- | ------- |
| 2000 | Xuxa Popstar              | Modelo  |
| 2014 | Do Lado de Fora           | Roger   |
| 2017 | Gostosas, Lindas & Sexies | Daniel  |
| 2017 | Os Parças                 | Marcelo |
| 2019 | Bate Coração              | Sandro  |
| 2021 | Reação em Cadeia          | Zulu    |

### Videoclipes
| Ano  | Canção           | Artista |
| ---- | ---------------- | ------- |
| 2015 | Deixa Ele Sofrer | Anitta  |

## Teatro
| Ano  | Título                    | Personagem         |
| ---- | ------------------------- | ------------------ |
| 2010 | Mulheres Alteradas        | Marcos             |
| 2014 | Hell'                     | Andrea             |
| 2014 | Não Existe Mulher Difícil | Vários personagens |
| 2016 | Jogo Aberto               | Sérgio             |
| 2016 | A Reação                  | Tristan            |

## Prêmios e indicações
| Ano  | Associações                   | Categoria            | Nomeações        | Resultado |
| ---- | ----------------------------- | -------------------- | ---------------- | --------- |
| 2022 | Festival Sesc Melhores Filmes | Melhor Ator Nacional | Reação em Cadeia | Pendente  |